# Parque Natural Regional de Chartreuse
O Parque Natural Regional de Chartreuse (em francês:  Parc Naturel Régional de la Chartreuse) é um parque natural regional localizado na região de Rhône-Alpes, entre Chambéry, Grenoble e Voiron, na fronteira dos departamentos de Isère e Savoie. Ele se baseia no Maciço da Chartreuse e cobre uma área de 76.700 hectares, com uma população de cerca de 50.000 habitantes. O parque foi criado em 1995.

## Galeria

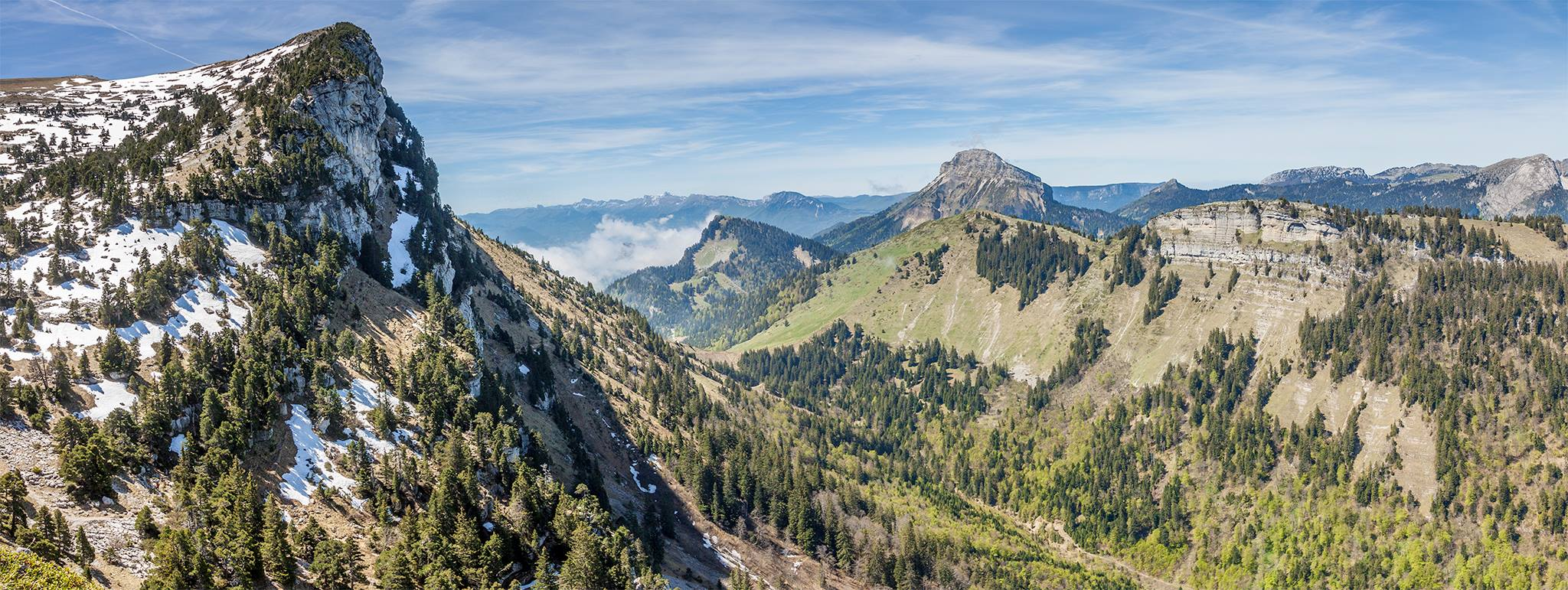
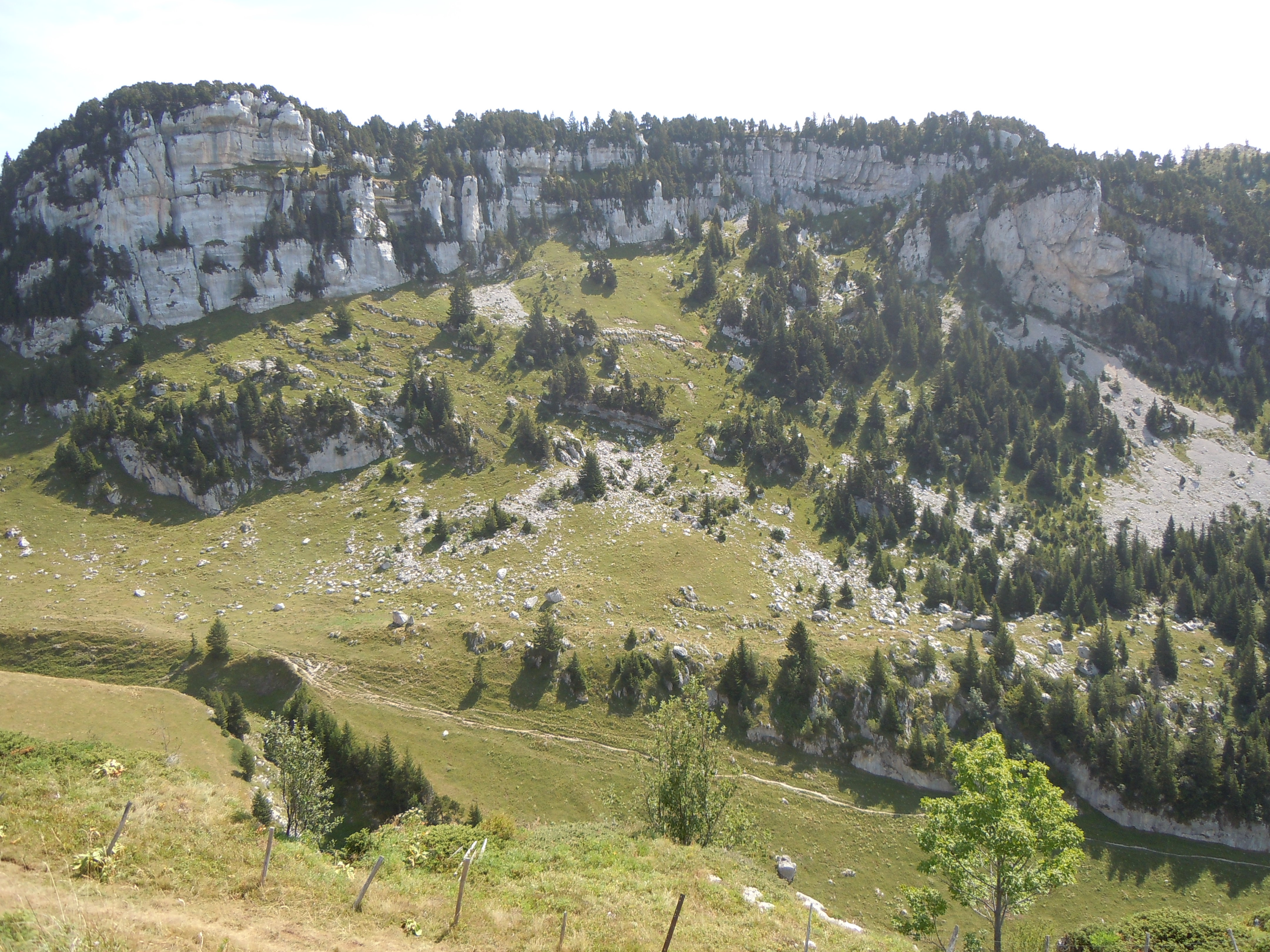
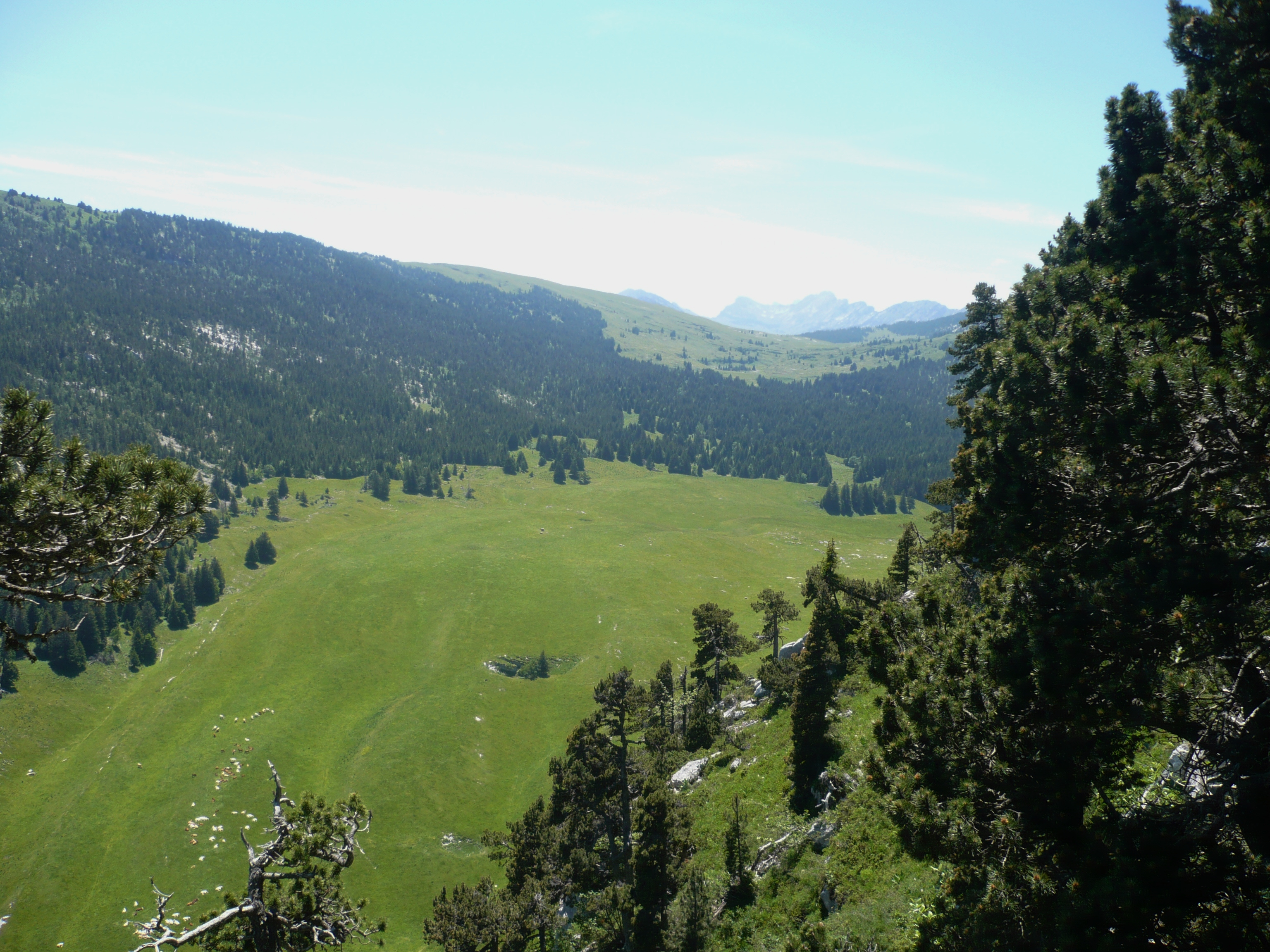
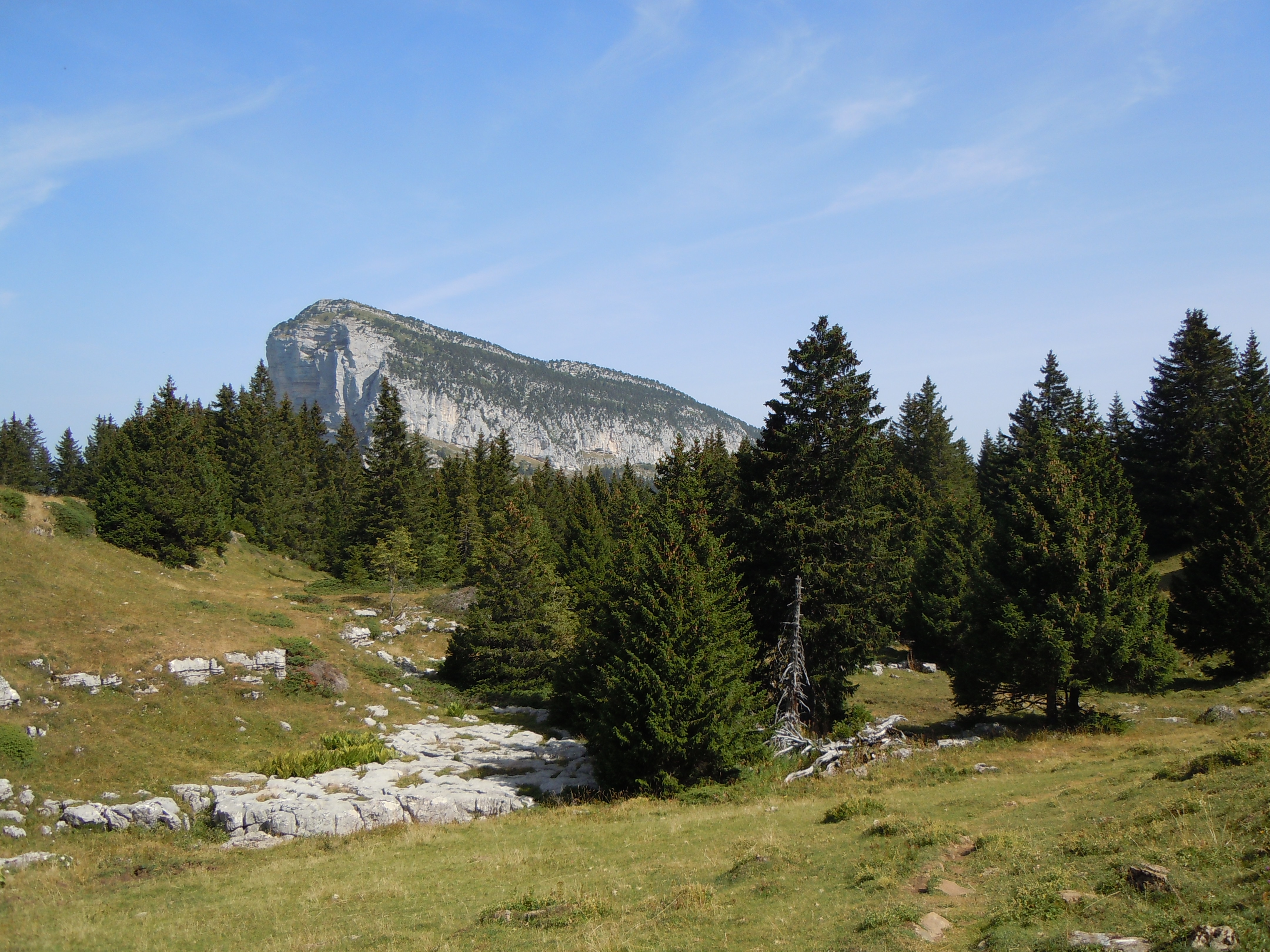
Monte Granier
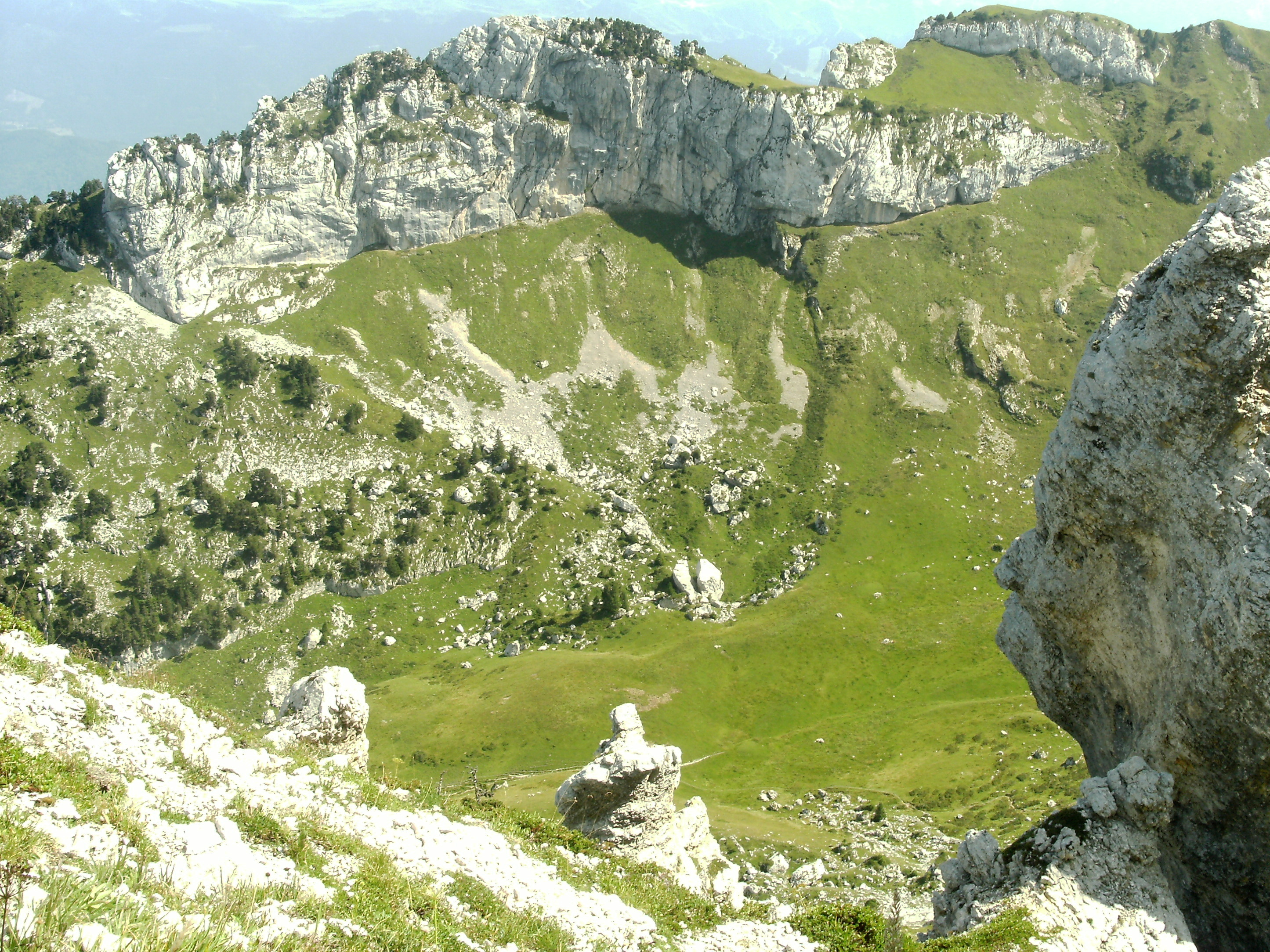
Formações geológicas
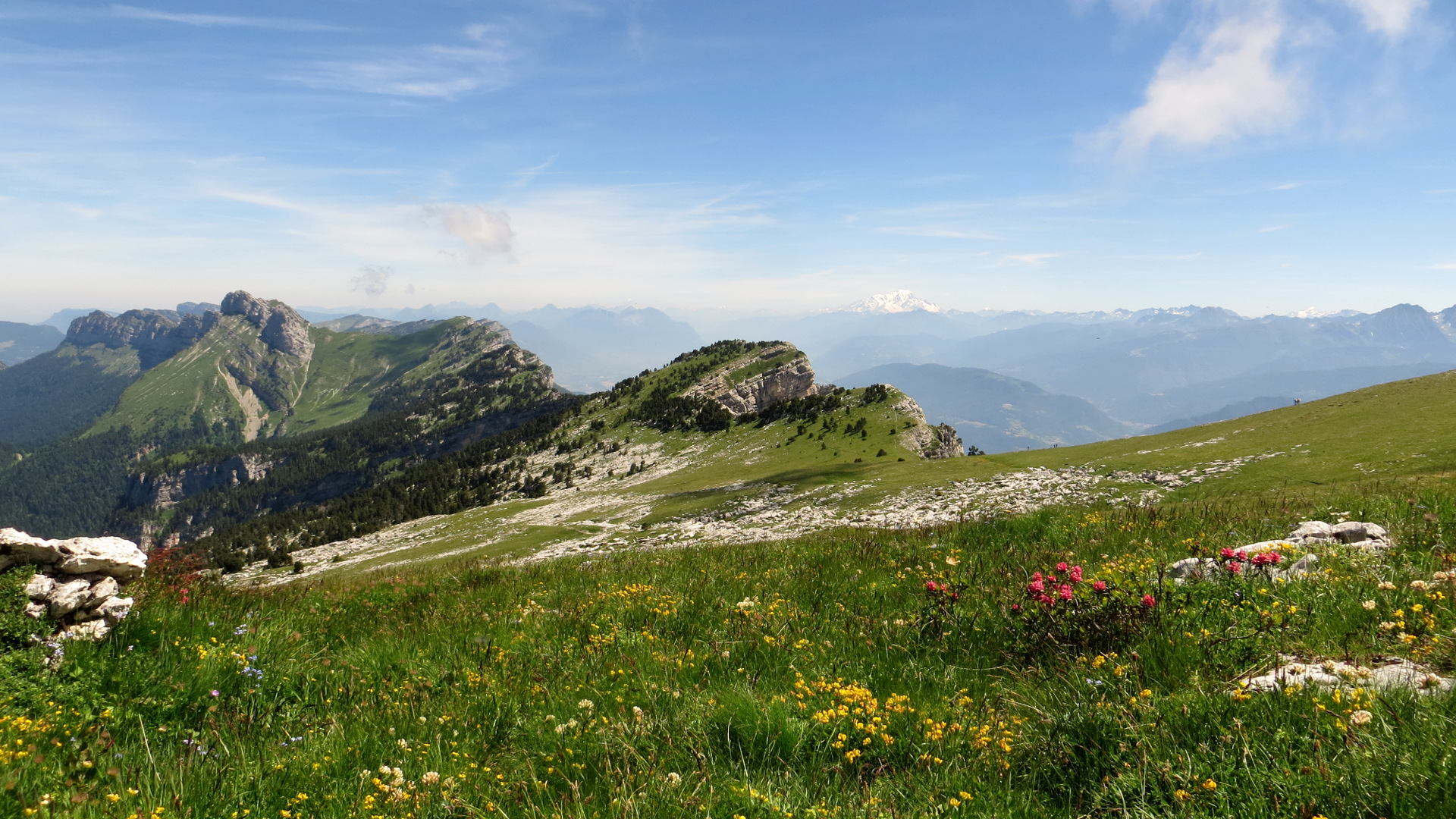
Prados montanhosos